# Edwin Cardona
Edwin Andrés Cardona Bedoya (Medellín, 1992. december 8. –) kolumbiai labdarúgó, a mexikói Tijuana középpályása.